# Marco Vinicio Rueda
Marco Vinicio Rueda Gomezjurado (Quito, 12 de agosto de 1914 - Ibídem, 13 de marzo de 2005) fue un filósofo, antropólogo, escritor y sacerdote jesuita ecuatoriano, fundador del "Monasterio Invisible" en la Pontificia Universidad Católica del Ecuador y precursor de la práctica de Meditación Zen en el Ecuador.

## Primeros años
Nació en Quito, el 12 de agosto de 1914, hijo de Juan Manuel Rueda Almeida y de María Orfelina Gomezjurado Flores. Estudió la secundaria en el Colegio San Gabriel de Quito hasta 1932 y el mismo año estudió Derecho en la Universidad Central del Ecuador, de su ciudad natal.
En abril de 1934 ingresó a la Compañía de Jesús en Quito, como Novicio bajo la guía del sacerdote Jesuita Manuel Espinosa Pólit, en la Casa Noviciado de Cotocollao.
El 12 de abril de 1936 pronunció sus votos clericales y comenzó a estudiar Literatura en Cotocollao bajo la dirección del Padre Jesuita Aurelio Espinosa Pólit, donde se graduó más tarde en Filosofía y Letras.
En 1939 viajó a España a estudiar en Madrid donde obtuvo la Licenciatura en Filosofía, años después en 1945, viajó a Colombia, donde en 1948 fue ordenado sacerdote y en 1949 obtuvo la Licenciatura en Teología en la Pontificia Universidad Javeriana de Bogotá.
En 1950 fue nombrado director del Colegio Loyola en Quito y en 1952 fue nombrado Maestro de Novicios de los Jesuitas en Quito. En 1958 Rector del Colegio San Gabriel de Quito, en 1960 del Instituto Literario y en 1963 Rector del Colegio Máximo de Filosofía.

## Religión y antropología
En 1967 fue nombrado Provincial de la Compañía de Jesús en el Ecuador y en 1972 terminado su mandato, viajó a París donde fue alumno de Claude Lévi-Strauss para años más tarde graduarse en Antropología en La Sorbona. A su regreso fue destinado a la Pontificia Universidad Católica del Ecuador donde por 20 años fue catedrático de Teoría Etnológica y Antropología Religiosa, dictó cursos de Religión, Antropología Filosófica y Psicología de la Religión, también fue tres veces Decano de la Facultad de Ciencias Humanas y Vice Gran Canciller de 1973 a 1975.

## El Zen y el Monasterio Invisible
Entre 1975 y 1995 dirigió varias "Semanas de Oración", en esos veinte años participaron más de 2.000 personas y a partir de 1981 dictó cursos de Meditación Integrada.
Introdujo el método de Meditaciòn Zen en el Ecuador, en 1976 fundó el "Monasterio Invisible" en la Pontificia Universidad Católica del Ecuador y junto a Vera de Kohn fundó el Centro de Desarrollo Integral (CDI) sobre las enseñanzas del Dr. Karlfried Graf von Dürckheim y la práctica milenaria de la meditación Zen, fue Maestro de Meditación Zen en esa casa espiritual y en los mismos años articulista de las revistas "Mensajero" y del "15 al 15", del cual fue su fundador.
Desde 1988 dirigió Ejercicios de Mes Ignacianos y fue maestro de Oración y meditación en el Monasterio Invisible de la PUCE. 
En 1993 la Pontificia Universidad Católica del Ecuador le otorgó el título de doctor honoris causa. y el Gobierno de la República del Ecuador le concedió la Medalla al "Mérito Educativo".
Falleció el 13 de marzo de 2005 en la ciudad de Quito, sepultado en la cripta del Templo de la Dolorosa del Colegio.

## Obra literaria
Entre sus trabajos sobre Filosofía, antropología y Meditación Zen están: 
- El Sendero del Zen (1971)
- Curso de Meditación Integrada (1982)
- La Fiesta Religiosa Campesina (1982)
- Julio Tobar Donoso, Maestro Universitario (1982)
- Setenta Mitos Shuar (1983)
- Intimidad con el Buen Pastor (1988)
- Mitología (1993)
- Curso Teórico Práctico de Meditación Profunda (1993)
- Los cuatro Pilares (1994)
- Cosmos, Hombre y Sacralidad (1995)
- Gotas de Lluvia (obra pòstuma)

## Distinciones
- Doctor Honoris Causa por la Pontificia Universidad Católica del Ecuador, 1993.
- Medalla al "Mérito Educativo" por el Gobierno de la República del Ecuador, 1993.